# Bumka amphitryon
Bumka amphitryon är en insektsart som beskrevs av Rauno E. Linnavuori och Al-ne'amy 1983. Bumka amphitryon ingår i släktet Bumka och familjen dvärgstritar. Inga underarter finns listade i Catalogue of Life.